# アジア人権人道学会
アジア人権人道学会（ - じんけんじんどうがっかい）は、日本の人権団体。

## 設立までの経緯
2006年（平成18年）に制定された拉致問題その他北朝鮮当局による人権侵害問題への対処に関する法律（北朝鮮人権法）が定めた北朝鮮人権侵害問題啓発週間（12月10～16日）に、関連する多くの団体が集会を開催するようになった。翌2007年（平成19年）の集会の後、各団体による反省会の中で、その翌年からの集会を「アジア人権人道学会」として合同で開催することが検討・構想された。これは、「脱北者問題」が「中国問題」であり、脱北ルートも東アジアから東南アジアに掛けての全域に拡大していることなどを理由とする。
2008年（平成20年）12月14日、「アジア人権人道学会設立準備期成会」として、以下の6団体が初めて合同で集会を開催した。これには、日本で活動するチベット、モンゴル、ミャンマーに関する人権団体も、企画展示に参加した。この反省会にて、学会の結成大会および2009年（平成21年）総会の開催が決定された。

### 設立準備期成会を共催した6団体
- 特定失踪者問題調査会
- 北朝鮮難民救援基金[1]
- 北朝鮮帰国者の生命と人権を守る会
- 北朝鮮強制収容所をなくすアクションの会（NO FENCE）
- 救え! 北朝鮮の民衆/緊急行動ネットワーク（RENK）
- 北朝鮮による拉致被害者の救出にとりくむ法律家の会

## 設立
「北朝鮮帰国事業50年」にあたる2009年（平成21年）、「知識の集積の場を超え、日本からアジアへ向けた新たな人権人道についての価値と情報の共有の場を創造することに寄与し、未来をアジアと共に分かつため」、「北朝鮮当局による人権侵害に敢然と立ち向かい、日本からアジアへ新たな人権・人道の思想基盤を創造し、未来をアジアと共に分かつため」との目的を掲げ、同年5月9日に結成された。
結成大会では、「アジアの人権状況と日本外交の課題」、「タイ王国から見た拉致・脱北」、「ビルマの人権問題の報告」、「中国人権問題の報告」などについても報告された。
「北朝鮮人権週間」内の12月12日、第一回の総会が開催された。第二回の総会は2010年（平成22年）5月15日に開催された。

## 基本理念
- アジア人権人道学会は、21世紀のアジアの人権・人道問題への貢献を通じ、我が国の名誉ある地位を守ることを目指すものである。この目的達成のため、本学会は、四つの学際を掲げる。
- 第一に、「媒体としての学術」として、人権NGO、関連省庁、国際機関、学術研究者、報道機関などの間で人権人道についての価値と情報の共有の場を創造することを目指す。
- 第二に、「人権人道をめぐる政治文化の比較分析」として、「中国とその隣接国」及び「中国の非隣接国」の比較に重点を置き、アジア地域における国際人権システムの確立を目指す。
- 第三に、「人権人道のガバナンス」として、人間の安全保障と国家安全保障の双方が相互補完的に機能することで、人権人道をよりよく守ることができる条件とは何かを模索する。
- 第四に、「21世紀の日本・アジアの内地雑居文化」として、グローバル化を「国際人権の国内化」と「国内人権の国際化」がアジア全域で同時進行する時代と捉え、日本とアジアに共有・共感し得る新たな共同体の規範や思想文化の場の創造に努める。

## 創立会員
- 荒木和博
- 青木英実
- 海老原智治 - パヤップ大学タイ日センター コーディネーター / 北朝鮮に拉致されている人々を救援する会チェンマイ代表
- 岡田和典
- 小沼堅司
- 小沢木理
- 加藤博 - 北朝鮮難民救援基金 代表
- 川島高峰 - 明治大学情報コミュニケーション学部准教授
- 川人博 - 北朝鮮による拉致・人権問題にとりくむ法律家の会幹事
- 菊池嘉晃
- 黒坂真
- 高英起
- 杉野正治
- 砂川昌順
- 宋允復 - 北朝鮮強制収容所をなくすアクションの会（NO FENCE）事務局長
- 田中啓剛
- 土田庄一
- 土井香苗
- 鄭大均
- 萩原遼
- 藤本明夫
- 眞鍋貞樹
- 三浦小太郎 - 北朝鮮帰国者の生命と人権を守る会代表
- 村尾健児
- 山田文明
- 李英和

## 役員

### 会長
- 川島高峰

### 理事
- 荒木和博
- 海老原智治
- 小沼堅司
- 加藤博
- 川人博
- 黒坂真
- 高英起
- 宋允復
- 鄭大均
- 三浦小太郎